# Disticocerinos
Disticocerinos (Distichocerini) é uma tribo de coleópteros da subfamília Cerambycinae.

## Sistemática
- Ordem Coleoptera
  - Subordem Polyphaga
    - Infraordem Cucujiformia
      - Superfamília Chrysomeloidea
        - Família Cerambycidae
          - Subfamília Cerambycinae
            - Tribo Distichocerini (Lacordaire, 1869)
              - Gênero Distichocera (Kirby, 1818)
              - Gênero Paradistichocera (Van de Poll, 1887)